# Ašina Džen
Ašina Džen (kitajsko 史震, Ši Džen) je bil leta 735-736  marionetni kagan pod cesarjem Šuandzongom iz kitajske dinastije Tang.

## Življenje
Ašina Džen je bil sin Ašina Šjana. Oktobra 735 je gokturški plemenski poglavar in vojskovodja Suluk napadel Bejtinški protektorat. Ašina Džen je bil takoj zatem imenovan za šingšivang kagana z nalogo, da brani Štiri garnizije Anšija. Po porazu leta 736 je bil odstavljen. 

## Vir
- Cefu Juangui